# Popis zavisnih teritorija
Zavisni teritoriji su teritoriji bez pune političke samostalnosti.

### Afrika
- Mayotte
- Réunion
- Sveta Helena

### Amerika
- Američki Djevičanski otoci
- Angvila
- Aruba
- Bermuda
- Britanski Djevičanski otoci
- Falklandski Otoci
- Francuska Gvajana
- Grenland
- Gvadalupa
- Kajmanski otoci
- Martinik
- Montserrat
- Nizozemski Antili
- Portoriko
- Otoci Turks i Caicos
- Sveti Petar i Mikelon

### Azija
- Guam
- Hong Kong
- Macao
- Sjevernomarijanski otoci

### Europa
- Akrotiri i Dhekelia
- Farski otoci
- Gibraltar
- Jersey
- Otok Man
- Svalbard

### Oceanija
- Američka Samoa
- Francuska Polinezija
- Kokosovi otoci
- Kukovi otoci
- Niue
- Nova Kaledonija
- Pitcairn
- Otok Norfolk
- Tokelau
- Uskršnji otoci
- Wallis i Futuna